# 稲取温泉
稲取温泉（いなとりおんせん）は、静岡県賀茂郡東伊豆町（旧国伊豆国）稲取にある温泉。1月20日〜3月31日に開催される「雛のつるし飾りまつり」、4月5日〜6月30日に開催される「つるし端午の福まつり」、6月の第1週に行われる奇祭「どんつく祭り」が有名である。

## 泉質
- 硫酸塩泉

## 温泉街
稲取港の側、伊豆半島から突き出た岬部に30数軒のホテル、旅館、民宿が存在し、2軒の共同浴場と公園と飲食店に二箇所の足湯も存在する。また、東伊豆町役場があるなど同町の中心地であり、市街地となっている。スナックなどもあり、温泉街の雰囲気もある。

## 歴史
開湯は1956年（昭和31年）である。
2006年に、稲取温泉観光協会によって事務局長の全国公募が実施された。公募によって選ばれた新事務局長は、2007年4月1日に就任した。

## アクセス
- 鉄道：伊豆急行線伊豆稲取駅下車
- 自家用車：東名高速道路沼津インターチェンジより国道136号、国道414号、国道135号などを経由。あるいは、西湘バイパス石橋インターチェンジより国道135号経由。